# Les Envahisseurs
Pour l’article homonyme, voir Envahisseurs.
Les Envahisseurs (The Invaders) est une série télévisée américaine de science-fiction en 43 épisodes de 48 minutes, créée par Larry Cohen et diffusée entre le 10 janvier 1967 et le 26 mars 1968 sur le réseau ABC.
Au Québec, la série est diffusée à partir du 8 mai 1967 à la Télévision de Radio-Canada, et en 2021 sur Frissons TV.
En France, la série est diffusée à partir du 4 septembre 1969 sur la première chaîne de l'ORTF, d'autres épisodes inédits ont été programmés en 1971-72 sur la deuxième chaîne de l'ORTF , puis les rediffusions ont été nombreuses à partir de 1973 sur la deuxième chaîne de l'ORTF, 1975 sur Antenne 2 et TF1 , 1978 sur TF1, 1984 sur Antenne 2, tout cela concernant un achat de l'ORTF de 26 épisodes. L'intégrale est diffusé en juillet-août 1987 sur TF1, en 2004 sur Paris Première), à partir de janvier 2023 sur le 6play de Paris Première et depuis le 2 décembre 2023 sur Paramount Channel.

## Synopsis
Un soir, alors qu'il s'assoupit au volant de sa voiture, David Vincent, un architecte américain, est témoin de l'atterrissage d'une soucoupe volante.
Depuis cette nuit-là, il n'a de cesse de convaincre ses semblables de combattre ces extraterrestres qui, sous une apparence humaine, infiltrent insidieusement la Terre afin de la coloniser.

### Accroche
Accroche de la série en version française :

« Les Envahisseurs. Des êtres étranges venus d'une autre planète. Leur destination : la Terre. Leur but : en faire leur univers. David Vincent les a vus. Pour lui, cela a commencé pendant une triste nuit, le long d'une route solitaire de campagne, alors qu'il cherchait un raccourci que jamais il ne trouva. Cela a commencé par une auberge abandonnée, et un homme trop las pour continuer sa route. Cela a commencé par l'atterrissage d'un vaisseau spatial. A présent, David Vincent sait que les envahisseurs sont là, qu'ils ont pris forme humaine. Parviendra-t-il à convaincre un monde incrédule que le cauchemar a déjà commencé ? »

En version originale :

« The Invaders. Alien beings from a dying planet. Their destination: the Earth. Their purpose: to make it their world. David Vincent has seen them. For him, it began one lost night on a lonely country road, looking for a shortcut that he never found. It began with a closed deserted diner, and a man too long without sleep to continue his journey. It began with the landing of a craft from another galaxy. Now, David Vincent knows that the Invaders are here, that they have taken human form. Somehow he must convince a disbelieving world, that the nightmare has already begun. »

## Distribution

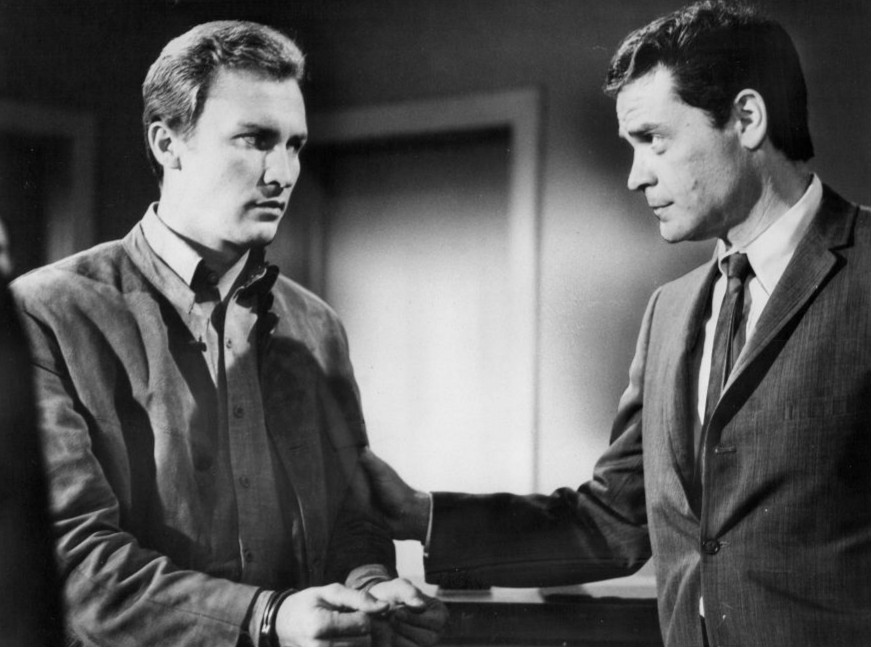
Roy Thinnes et Lee Farr lors de l'épisode « À l'aube du dernier jour » (« Doomsday Minus One », 1967).

- Roy Thinnes (VF : Dominique Paturel puis Jacques Thébault) : David Vincent
- William Woodson (VF : Jean Berger) : le narrateur
- Kent Smith : Edgar Scoville (à partir de la saison 2)

La série incorpore plusieurs guest-stars d'acteurs et actrices connus : Diane Baker, Roddy McDowall, Suzanne Pleshette, James Whitmore, Michael Rennie, Peter Graves, Edward Asner, Peggy Lipton, Anne Francis, Kevin McCarthy, Richard Anderson, Gene Hackman, Karen Black, Louis Gossett Jr., Laurence Naismith, Diana Hyland, Sally Kellerman, Susan Strasberg,  et Barbara Hershey.
Dans la version française, la voix off de l'accroche du générique (« Leur destination : la Terre. Leur but : en faire leur univers... ») est celle par l'acteur français Jean Berger, plus connu pour être la voix française du personnage de John Steed de la série Chapeau melon et bottes de cuir, et celle de Charlie, le patron des trois policières de la série Drôles de dames.

## Liste des épisodes

### Saison 1 (1967)
1. Première preuve (Beachhead)
2. L'expérience (The Experiment)
3. La mutation (The Mutation)
4. Les sangsues (The Leeches)
5. Genèse (Genesis)
6. Vikor (Vikor)
7. Cauchemar (Nightmare)
8. À l'aube du dernier jour (Doomsday Minus One)
9. Équation : danger (Quantity: Unknown)
10. L'innocent (The Innocent)
11. Le rideau de lierre (The Ivy Curtain) – épisode intitulé « Guerre Subversive » lors des premières diffusions françaises.
12. Trahison (The Betrayed)
13. La tornade (Storm)
14. Panique (Panic)
15. L'astronaute (Moonshot)
16. Le mur de cristal (Wall of Crystal)
17. Le condamné (The Condemned)

### Saison 2 (1967-1968)
1. Alerte rouge (Condition: Red)
2. La soucoupe volante (The Saucer)
3. Les espions (The Watchers)
4. La vallée des ombres (Valley of the Shadow)
5. L'ennemi (The Enemy)
6. Le procès (The Trial)
7. Les spores (The Spores)
8. Un curieux voyage (Dark Outpost)
9. Conférence au sommet - 1re partie (Summit Meeting - Part 1)
10. Conférence au sommet - 2e partie (Summit Meeting - Part 2)
11. Le prophète (The Prophet)
12. Le labyrinthe (Labyrinth)
13. La capture (The Captive)
14. Les défenseurs (The Believers)
15. La rançon (The Ransom)
16. Une action de commando (Task Force)
17. Les possédés (The Possessed)
18. Contre-attaque (Counterattack)
19. Embargo sur le rêve (The Pit)
20. L'organisation (The Organization)
21. La recherche de la paix (The Peacemaker)
22. L'étau (The Vise)
23. Le miracle (The Miracle)
24. Mission de vie (The Life Seekers)
25. La fugitive (The Pursued)
26. Inquisition (Inquisition)

## Production

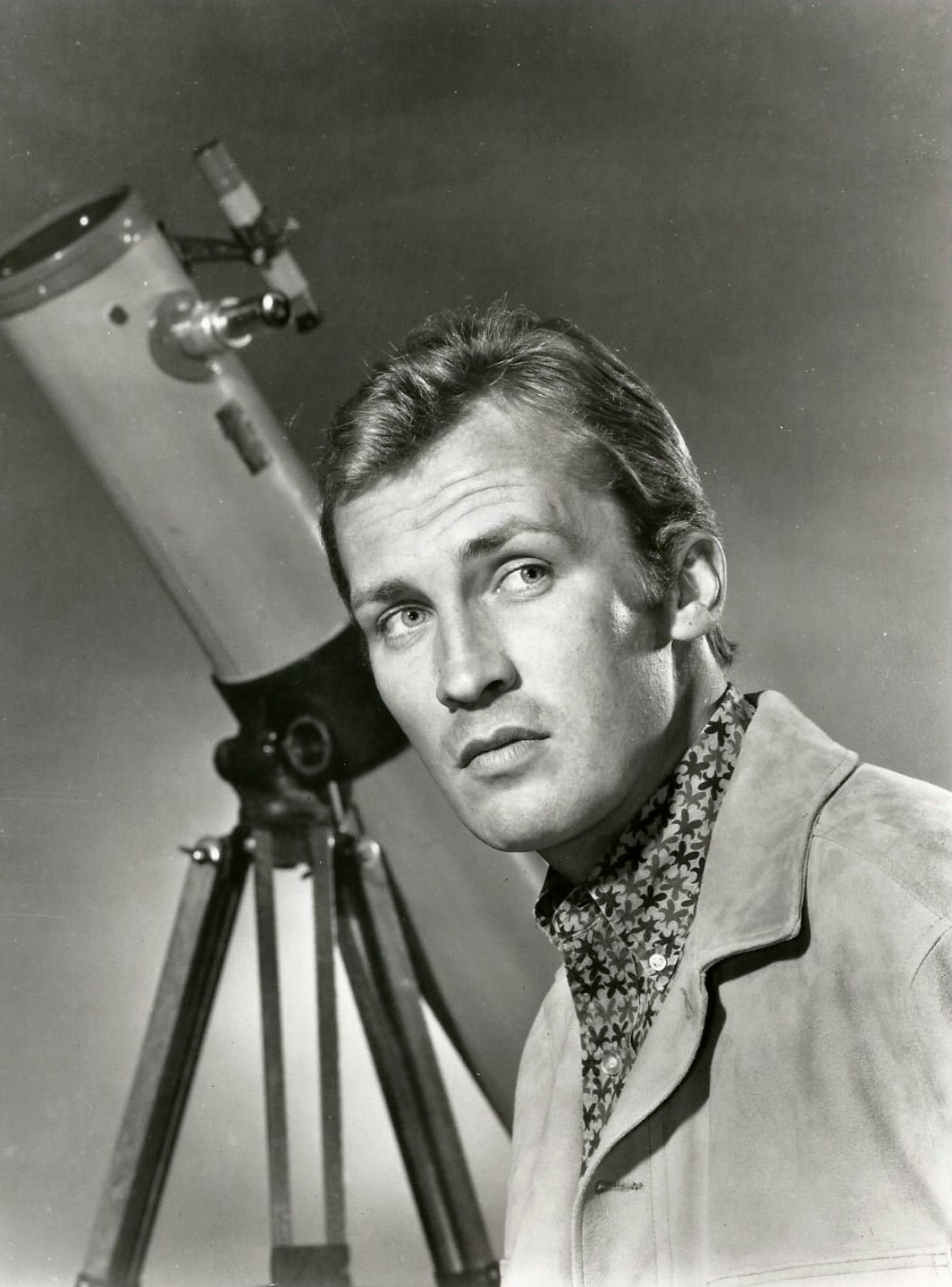
Photographie publicitaire de Roy Thinnes pour la série (1966).

### Thématique
La série s'inscrit dans la mode de la science-fiction, mode qui avait elle-même progressivement supplanté, à la fin des années 1950, les innombrables films noirs en vogue depuis la Guerre. Malgré quelques imperfections techniques et scénaristiques dues à l'époque, les Envahisseurs en sont peut-être le genre le plus abouti et le plus charpenté car il développe parallèlement une critique sociale pessimiste d'une société en décomposition. La géographie dans laquelle se déroulent les épisodes tient, comme dans les western, une importance particulière : dans le cas des Envahisseurs, ce sont des paysages désertiques, des usines abandonnées, des environnements urbains délabrés. Le choix de ces paysages découle de leur proximité - à moins de trois heures de route - des studios de Los Angeles, par exemple dans le désert Mohave. Les relations entre les hommes sont également dégradées : couples en séparation, personnages solitaires ayant plus ou moins raté leur vie professionnelle et à la vie sentimentale au bord de l'abîme. C'est sans doute la solitude du héros et le combat sans cesse à reprendre, qui imprime dans l'esprit du téléspectateur le plus fort sentiment d'angoisse.
Au cours des épisodes, la série dévoile cette humanité dégradée et égoïste, dont les Envahisseurs utilisent notamment les faiblesses pour s'insinuer dans le corps social et le pervertir : les Envahisseurs ont non seulement une apparence humaine, ils utilisent aussi les failles psychologiques et morales des êtres humains pour les tromper. Le héros, David Vincent, devenu un paria, est rejeté par la société des hommes qui le prend pour un fou, bien que son détachement et sa posture de combattant de l'ombre lui donnent des valeurs hautement humaines dont sont dépourvus la plupart de ses congénères. À l'instar des films de science-fiction des années 1950 relatant des invasions extra-terrestres, il faut voir dans la motivation originelle de cette série, la peur du communisme qui hante les États-Unis en pleine Guerre froide (la seule évocation du communisme est la désintégration en rouge des envahisseurs lorsqu'ils meurent).
La série ne présente aucun acteur de couleur avant le 39e épisode (2/22) où la question de la place des Afro-Américains dans la société américaine sert de base à l'épisode.
Quelques repères temporels sont livrés. Dans l'épisode L'Expérience (1/2) à la 28e minute, David Vincent découvre des photos et témoignages datés de septembre et novembre 1966. Divers éléments de scénario apprennent que l'invasion a commencé depuis des années. Dans l'épisode Le Rideau de lierre (1/11), on voit son permis de conduire (à la huitième minute) indiquant qu'il est né le 2 octobre 1934 et que son permis expire en 1970
Le producteur Quinn Martin (producteur des plus célèbres feuilletons télévisés américains de l'époque, comme Les Incorruptibles, Le Fugitif) a imposé à ses collaborateurs et à l'auteur Larry Cohen sa vision des choses : être réaliste. Ce qui a évité trop d'aberrations ou d'outrances dans les effets spéciaux des années 1967-1968. Cette série télévisée montre déjà l'Amérique de tous les feuilletons télévisés des années qui suivront : outre le combiné de téléphone qui sera le standard du téléphone dans les pays développés jusqu'aux années 1980, tout le monde reconnaît les voitures « cigares » de la fin des années 1960 qui remplissent tant de scènes intermédiaires dans les films et feuilletons télévisés américains des deux décennies suivantes.

### LesEnvahisseurs
Les Envahisseurs se reconnaissent grâce à une particularité physique qui les empêche de replier leur auriculaire. En mourant, ils se consument dans un halo rougeâtre et laissent quelques traces de cendres à base de cellulose, ce que l'on découvre au troisième épisode de la première saison, La mutation (3/15). Ils n'ont pas de sang.
Dans le 8e épisode "À l'Aube du dernier jour" (1/08), David est sur le siège passager d'une voiture, prisonnier de deux envahisseurs. Le conducteur n'est pas ébloui par le soleil, alors que David Vincent est obligé de se protéger les yeux.
Dans le 11e épisode "Le Rideau de lierre" (1/11), dans la scène pré-générique, l'aviateur Barney Cahill constate qu'un envahisseur gravement blessé au bras ne saigne pas.
Dans le 15e épisode L'Astronaute (1/15), on découvre qu'ils n'ont pas de pulsations cardiaques. En effet, l'envahisseur Hardy Smith, astronaute, doit passer un examen médical et simule les pulsations avec un appareil extra-terrestre.
Dans le 29e épisode "Le Labyrinthe (2/12), un médecin qui passe une radio à un envahisseur inconscient découvre qu'il n'a aucune structure osseuse.
Le 24e épisode "Les Spores" (2/7) explore une piste qui ne sera plus abordée : les envahisseurs auraient une origine végétale. L'idée reprise le temps d'un épisode est celle du roman de Jack Finney The Body Snatchers.
Leur véritable apparence n'est presque jamais montrée. Leur forme humaine est instable et ils doivent se régénérer régulièrement sans quoi ils meurent. Dans l'épisode 16 (Le Mur de cristal), il est dit par un envahisseur que c'est l'oxygène terrestre qui n'est pas adapté à leur physiologie et les oblige à se régénérer. Leur véritable apparence est toutefois suggérée dans l'épisode 5, La Genèse, dans lequel est montrée la silhouette d'un envahisseur sous sa forme d'origine, puis à différents stades de sa régénération pour retrouver une apparence humaine, ainsi que dans l'épisode 22 où « l'Ennemi » (titre de l'épisode) vient installer une base qui permettra aux extraterrestres de vivre sous leur forme originelle en présence d'oxygène, et où la fin de l'épisode voit le début de la régression du corps d'un envahisseur. Il faut attendre le téléfilm de 1995 Le Retour des envahisseurs pour voir leur véritable apparence, qui rappelle un peu celle de Blake/Richard Anderson dans L'ennemi (The Enemy). Ce look a été aussi emprunté aux agresseurs furtivement aperçus dans Les soucoupes volantes attaquent de Fred F. Sears, sorti en 1956.

### Absence de fin
La série comporte deux saisons. Jusqu'à la fin de la seconde saison, les producteurs et la chaîne de télévision ABC étaient dans l'incertitude sur le point de déterminer s'il convenait de réaliser une troisième saison ou non. En fin de compte, la décision a été prise de cesser la production et de ne pas continuer la série.
Il en découle que la série s'achève à l'épisode 43, sans qu'elle ait reçu une fin mettant un terme aux aventures de David Vincent, lequel est condamné, en quelque sorte, à poursuivre indéfiniment sa lutte contre les Extraterrestres.
Le fait de cesser la production d'une série à sa première ou seconde saison, sans saison ultérieure et sans conclusion, laissant le téléspectateur « sur sa faim », n'est pas nouveau, cela rappelle le sort de la série Au cœur du temps, déjà produite par ABC arrêtée à la seconde saison sans que les héros aient pu cesser leur cycle de réincarnations. Par la suite, ce procédé se retrouvera pour d'autres séries de science-fiction arrêtées inopinément, telles Cosmos 1999 (1975-1978), Code Quantum (1989-1993), ou encore V (1984-1985) et V (2009-2010).

## Éditions vidéo
DVD (France) :
- Les Envahisseurs, vol. 1 - épisodes 1 à 14 en 4 DVD (20 septembre 2007) (ASIN B000RPSVVS)[12]
- Les Envahisseurs, vol. 2 - épisodes 15 à 28 en 4 DVD (20 septembre 2007) (ASIN B000RPSVW2)
- Les Envahisseurs,vol. 3 - épisodes 29 à 43 en 4 DVD (20 septembre 2007) (ASIN B000RPSVWC)
- Les Envahisseurs - L'intégrale en 12 DVD (14 octobre 2009) (ASIN B002KMW7Z2)
- Les Envahisseurs - L'intégrale en 22 DVD chez les marchands de journaux (à partir d'août 2010) - éditions Atlas/TF1 video

## Postérité

### Remake et tentative de nouvelle série
En 1977, Quinn Martin, dans son anthologie Voyage dans l'inconnu propose un remake du pilote des envahisseurs, sous le titre Les nomades avec en vedette David Birney. Le personnage change de nom est s'appelle Paul Rogers.
En 1980, Quinn Martin reprend le concept des envahisseurs avec de nouveaux personnages dans un téléfilm pilote, Le cauchemar aux yeux verts, qui n'aboutit pas à une série.

### Téléfilm
En 1987,  Sam Rolfe,  Larry Cohen et  Roy Thinnes ont écrit le scénario d'un téléfim de trois heures racontant les évènements survenus depuis l'arrêt la série. La chaîne ABC était intéressée mais son rachat par Capitol Cities fit échouer le projet.
En 1995, un téléfilm intitulé Le Retour des envahisseurs est diffusé, avec l'acteur Roy Thinnes reprenant son le rôle de David Vincent, alors devenu un vieil homme, qui passe le relais au personnage de Nolan Wood, incarné par Scott Bakula.

### Romans édités en français
Deux romans ont été traduits en français et publiés en 1972 par la maison d'édition Hachette, dans la collection « Point Rouge » :
- Le Barrage de la peur (Dam of death) de Jack Pearl[20] ;
- Danger non identifié (The Invaders) de Keith Laumer[21].

Le premier se situe chronologiquement au début de la première saison télévisuelle tandis que le second s'écarte du canevas de la série, reprenant l'intrigue au départ et avec un développement différent.

### Produits dérivés
La maquette à monter de la soucoupe volante présente dans la série est disponible à l'échelle 1/72e chez Atlantis Toy and Hobby Inc. Le haut de la soucoupe peut être soulevé afin de voir les détails de l'intérieur avec des extra-terrestres en figurines présents. Elle est très facile à monter soi-même.
Le 17 octobre 2019, est édité un CD des musiques de la série en tirage limité (2000 exemplaires) par La La Land Records, sous le titre : The Quinn Martin Collection vol 2 : The Invaders. Il comprend des compositions de Dominic Frontiere, Duane Tatro, Richard Markowitz, Irving Getz et Sidney Cutner.[réf. souhaitée]

## Autour de la série
- Lorsqu'il voit apparaître la soucoupe volante pour la première fois, David Vincent roule dans une Ford Galaxie (ne pas confondre avec le monospace Ford Galaxy). Ford Motor Company ayant fourni les véhicules de la série, y compris la Galaxie 1967 de David Vincent, il n'y a quasiment que des Ford (de toutes époques) à l'image.
- Roy Thinnes affirmait avoir lui-même vu un OVNI la nuit : « J'ai moi-même vu une soucoupe volante en Arizona, une forme vaste, allongée et lumineuse qui filait comme un éclair. C'était la nuit et je n'avais pas ma caméra. Quand j'ai raconté ça, croyez-vous qu'on m'ait pris au sérieux[23] ? »
- La série n'a pas été rediffusée aux États-Unis avant 1992, alors qu'en France, l'achat partiel par l'ORTF de 26 épisodes fit l'objet de nombreuses rediffusions, démontrant une popularité plus grande que dans le pays d'origine[24].
- La diffusion américaine a eu lieu en 1967-1968 avant que l'Homme se pose et marche sur la lune, alors que la première diffusion française, commencée le 4 septembre 1969, a eu lieu après. Il est parfois fait allusion à cet anachronisme, notamment dans l'épisode « L'Expérience » où le personnage de Curtis Lindstrom déclare à la sixième minute : « Supposez que je vous annonce que, dans un proche avenir, les Américains ou les Russes vont atterrir sur une autre planète ».
- L'épisode « La Soucoupe volante » a été doublé deux fois : en 1971 pour la deuxième chaîne de l'ORTF avec la participation d'Henry Djanik, puis en 1987 avec un doublage différent lors de la diffusion de l'intégrale de la série[25].
- L'ORTF a d'abord programmé 13 épisodes du 4 septembre au 27 novembre 1969 (11 épisodes de la saison 1, 2 de la saison 2), puis 13 autres du 18 novembre 1971 au 15 février 1972 (2 épisodes de la saison 1, 11 de la saison 2). En dehors du pilote, la diffusion française n'a pas respecté l'ordre chronologique[8].

## Incohérences
- Dans le 9e épisode "Équation danger" (1/09), il y a une anomalie. Le personnage d'Harry Swain joué par James Whitmore saigne après avoir été selon ses dires attaqué. Or, les envahisseurs n'ont pas de sang, ce qui nous est révélé dans l'épisode 11 de la première saison, "Le Rideau de lierre" (1/11). On peut penser toutefois qu'il s'agit d'une ruse et de faux sang, puisqu'à ce moment, David Vincent ignore que Swain est un envahisseur.
- Les envahisseurs ont une apparence humaine et dans plusieurs épisodes, on les voit déjeuner. Or, dans l'épisode Le labyrinthe (Labyrinth)[26], un médecin fait une radiographie du corps d'un envahisseur inanimé. Il est alors constaté que le corps n'est qu'une enveloppe sans aucune structure osseuse. Dans ces conditions, comment peuvent-ils ingérer des aliments et les digérer?
- Au générique de début, nous voyons deux envahisseurs voyageant dans l'espace en direction de la Terre ayant forme humaine. Il n'est jamais précisé à quel moment les envahisseurs quittent leur forme d'origine pour prendre apparence humaine. Dans les épisodes Genèse (Genesis) et L'ennemi (The Enemy), on entrevoit leur forme d'origine très éloignée du corps humain. La série n'apporte aucune explication sur ce sujet.
- Dans l'épisode Les spores (The Spores)[8], le scénariste développe un arguement scénaristique selon lequel les envahisseurs sont issus d'une race de végétaux inconnue sur Terre, en contradiction avec les autres scripts. L'idée n'est d'ailleurs plus jamais évoquée ensuite.
- La présence des envahisseurs est connue des plus hautes instances dirigeantes dans trois épisodes Contre-attaque (Counterattack)[27], La recherche de la paix (The Peacemaker)[8] et La fugitive (The Pursued)[28], or à chaque fois la série continue avec David Vincent poursuivant son combat dans l'incrédulité totale des humains.

## Dans la culture populaire
- La série a été parodiée dans un sketch des humoristes  Les Inconnus ainsi qu'un des Nuls.
- Le chanteur Arnold Turboust a sorti une chanson en 1987 s'intitulant Les Envahisseurs. Dans le clip, il reprend le rôle de David Vincent.
- Le groupe Christophe Godin's Metal Kartoon a enregistré un morceau intitulé David Vincent en hommage à la série ; il y est raconté que David Vincent décide de s'allier aux envahisseurs afin de se venger de tous ces gens qui refusent de croire à l'invasion extraterrestre.
- Vers la fin des années 1990, la société japonaise Hitachi a diffusé à la télévision française une publicité où l'on voyait Roy Thinnes dans une pseudo interview, qui répondait : « Ah, si seulement j'avais eu mon caméscope Hitachi ». Dans le plan suivant, une main à l'auriculaire rectiligne venait s'emparer d'un caméscope.
- Le 3 mai 2017, lors du débat de l'entre-deux tours de l'élection présidentielle française de 2017, suivi par 16,5 millions de téléspectateurs[29], Marine Le Pen, reprenant un des discours d'Emmanuel Macron du 1er mai 2017[30] s'adonne à une parodie des Envahisseurs[31], en passe de devenir le moment « culte » du débat[32], et en tout cas « le plus marquant »[33].
- En 2021, dans la série franco-belge Astrid et Raphaëlle, l'épisode « Le Paradoxe de Fermi » (saison 2, épisode 3) montre le président de l'association des personnes enlevées par les extra-terrestres, un certain « Vincent David ».

#### Ouvrages
- Francis Valéry, Les Envahisseurs, coll. « Le guide du téléfan », 1992, 80 p. (ISBN 978-2-877950-244).
- Elisabeth Campos et Richard D. Nolan, Alien Television, CGR Editions, 1998, 256 pages,  (ISBN 978-2-951064-553)
- Didier Liardet, Les Envahisseurs, le futur recomposé. Collection Télévision en Séries. Éditions Yris : 1re Édition-2001, 2e Édition-2007, Édition Grand Format-2023. 328 pages.  (ISBN 978-2-912215-52-9). Préfacé par Roy Thinnes.
- Peter Knight, Le Secret des envahisseurs, tome 1, éditions Courteau L., 2013, 540 p.  (ISBN 978-2892393439)

#### Magazine
- Génération Séries no 3, été 1992.
- Mad Movies no 102, juillet 1996.